# Campionati mondiali di tiro 2006
I campionati mondiali di tiro 2006 furono la quarantanovesima edizione dei campionati mondiali di questo sport e si disputarono nei campi di tiro Vrapcanski potok, Zagrebacki velesajam e Luže di Zagabria, dal 21 luglio al 6 agosto.

## Risultati

### Uomini

#### Carabina
| Evento                     | Oro                                                           | Oro       | Argento                                              | Argento   | Bronzo                                                       | Bronzo    |
| Evento                     | Atleta                                                        | Risultato | Atleta                                               | Risultato | Atleta                                                       | Risultato |
| 50m 3 posizioni            | Artem Jadzhibekov                                             | 1273,5    | Stevan Pletikosić                                    | 1269,1    | Lei Zhang (carabina 50m)                                     | 1268,4    |
| 50m 3 posizioni a squadre  | Russia Fedor Vlasov Artem Khadjibekov Konstantin Prijodzhenko | 3498      | Austria Thomas Farnik Mario Knögler Christian Planer | 3482      | Stati Uniti Matthew Emmons Jason Parker Michael McPhail      | 3482      |
| 50m a terra                | Sergéi Martinov                                               | 702,1     | Yuri Sujorukov                                       | 700,9     | Marco De Nicolò                                              | 700,6     |
| 50m a terra a squadre      | Stati Uniti Matthew Emmons Eric Uptagrafft Michael McPhail    | 1786      | Austria Alexander Uhl Mario Knögler Christian Planer | 1779      | Ungheria Peter Sidi Tibor Gabor Mlinkovics Szabolcs Herczegh | 1779      |
| 300m 3 posizioni           | Espen Berg-Knutsen                                            | 1181      | Vebjørn Berg                                         | 1178      | Mario Knögler                                                | 1178      |
| 300m 3 posizioni a squadre | Norvegia Espen Berg-Knutsen Vebjørn Berg Magnus Wohlen        | 3517      | Austria Thomas Farnik Mario Knögler Christian Planer | 3514      | Svezia Per Sandberg Johan Gustafsson Anders Brolund          | 3503      |
| 300m a terra               | Luboš Opelka                                                  | 599       | Péter Sidi                                           | 599       | Rajmond Debevec                                              | 598       |
| 300m a terra a squadre     | Norvegia Espen Berg-Knutsen Vebjørn Berg Magnus Wohlen        | 1792      | Svezia Per Sandberg Johan Gustafsson Michael Larsson | 1790      | Australia Warren Potent Maris Taylor David Hollister         | 1787      |

#### Carabina standard
| Evento         | Oro                                                            | Oro       | Argento                                              | Argento   | Bronzo                                                | Bronzo    |
| Evento         | Atleta                                                         | Risultato | Atleta                                               | Risultato | Atleta                                                | Risultato |
| 300m           | Thomas Farnik                                                  | 586       | Per Sandberg                                         | 584       | Vebjørn Berg                                          | 584       |
| 300m a squadre | Bielorussia Anatoli Klimenko Vitali Bubnovich Sjarhej Martynaŭ | 1749      | Norvegia Espen Berg-Knutsen Vebjørn Berg Hans Bakken | 1747      | Stati Uniti Stephen Goff Jason Parker Robert Harbison | 1741      |

#### Carabina ad aria
| Evento        | Oro                             | Oro       | Argento                                                      | Argento   | Bronzo                                               | Bronzo    |
| Evento        | Atleta                          | Risultato | Atleta                                                       | Risultato | Atleta                                               | Risultato |
| 10m           | Abhinav Bindra                  | 699,1     | Alin Moldoveanu                                              | 698,3     | Zhu Qinan                                            | 697,9     |
| 10m a squadre | Cina Li Jie Zhu Qinan Zhang Lei | 1783      | Russia Denis Sokolov Serguei Kruglov Konstantin Prijodzhenko | 1783      | Austria Thomas Farnik Mario Knögler Christian Planer | 1782      |

#### Pistola libera
| Evento        | Oro                                     | Oro       | Argento                                                     | Argento   | Bronzo                                                | Bronzo    |
| Evento        | Atleta                                  | Risultato | Atleta                                                      | Risultato | Atleta                                                | Risultato |
| 50m           | Tan Zongliang                           | 667,1     | Vigilio Fait                                                | 662,8     | Vladimir Isakov                                       | 662,7     |
| 50m a squadre | Cina Tan Zongliang Lin Zhongzai Wu Xiao | 1685      | Russia Michail Nestruev Vladimir Isakov Vladimir Gontcharov | 1668      | Italia Francesco Bruno Vigilio Fait Giuseppe Giordano | 1667      |

#### Pistola a fuoco rapido
| Evento        | Oro                                          | Oro       | Argento                                                | Argento   | Bronzo                                                     | Bronzo    |
| Evento        | Atleta                                       | Risultato | Atleta                                                 | Risultato | Atleta                                                     | Risultato |
| 25m           | Zhang Penghui                                | 786,6     | Liu Zhongsheng                                         | 781,7     | Sergéi Alifirenko                                          | 778,9     |
| 25m a squadre | Cina Liu Guohui Liu Zhongsheng Zhang Penghui | 1743      | Russia Sergéi Alifirenko Sergej Poliakov Alexei Klimov | 1736      | Italia Marco Liberato Riccardo Mazzetti Nicola Nello Pizzi | 1721      |

#### Pistola a fuoco
| Evento        | Oro                                                       | Oro       | Argento                                                    | Argento   | Bronzo                                                 | Bronzo    |
| Evento        | Atleta                                                    | Risultato | Atleta                                                     | Risultato | Atleta                                                 | Risultato |
| 25m           | Liu Yadong                                                | 587       | Mijaíl Nestruyev                                           | 585 (+50) | Michael Hofmann                                        | 585 (+49) |
| 25m a squadre | Russia Sergéi Alifirenko Sergej Poliakov Mijaíl Nestruyev | 1746      | Corea del Sud Park Byung-Taek Hong Seong-Hwan Lee Sang-Hak | 1741      | Corea del Nord Kim Hyon-Ung Ryu Myong-Yon Kim Jong-Sun | 1740      |

#### Pistola standard
| Evento        | Oro                                   | Oro       | Argento                                                   | Argento   | Bronzo                                               | Bronzo    |
| Evento        | Atleta                                | Risultato | Atleta                                                    | Risultato | Atleta                                               | Risultato |
| 25m           | Liu Guohui                            | 577       | Jong Su Kim                                               | 575 (+46) | Jakkrit Panichpetikum                                | 575 (+45) |
| 25m a squadre | Cina Liu Guohui Liu Yadong Jin Yongde | 1715      | Russia Sergéi Alifirenko Sergej Poliakov Mijaíl Nestruyev | 1711      | Ucraina Oleg Tkachov Roman Bondaruk Oleksandr Petriv | 1706      |

#### Pistola ad aria
| Evento        | Oro                                      | Oro       | Argento                                                     | Argento   | Bronzo                                                          | Bronzo    |
| Evento        | Atleta                                   | Risultato | Atleta                                                      | Risultato | Atleta                                                          | Risultato |
| 10m           | Pang Wei                                 | 683,9     | Jakkrit Panichpatikum                                       | 683       | Vladimir Goncharov                                              | 681,1     |
| 10m a squadre | Cina Pang Wei Tan Zongliang Lin Zhongzai | 1747      | Russia Michail Nestruev Vladimir Gontcharov Vladimir Isakov | 1745      | Francia Walter Lepeyre Manuel Alexandre-Augrand Franck Dumoulin | 1733      |

#### Bersaglio mobile
| Evento              | Oro                                                               | Oro       | Argento                                                          | Argento   | Bronzo                                              | Bronzo    |
| Evento              | Atleta                                                            | Risultato | Atleta                                                           | Risultato | Atleta                                              | Risultato |
| 10m                 | Niu Zhiyuan                                                       | 584       | Alexandr Blinov                                                  | 581 (+19) | Miroslav Januš                                      | 581 (+15) |
| 10m a squadre       | Russia Alexander Blinov Dimitri Lykin Maxim Stepanov              | 1722      | Cina Niu Zhiyuan Gan Lin Zhang Weijian                           | 1716      | Svezia Emil Andersson Sami Pesonen Niklas Bergström | 1715      |
| Misto 10m           | Łukasz Czapla                                                     | 391       | Gan Lin                                                          | 387 (+19) | Niu Zhiyuan                                         | 387 (+18) |
| Misto 10m a squadre | Cina Niu Zhiyuan Gan Lin Yang Ling                                | 1158      | Ucraina Vladyslav Prianishnikov Andrey Gilchenko Oleksandr Ulvak | 1142      | Svezia Emil Andersson Sami Pesonen Niklas Bergström | 1136      |
| 50m                 | Łukasz Czapla                                                     | 593       | Miroslav Januš                                                   | 592       | Peter Pelach                                        | 587       |
| 50m a squadre       | Rep. Ceca Miroslav Januš Bedřich Jonáš Luboš Račanský             | 1753      | Svezia Emil Andersson Sami Pesonen Niklas Bergström              | 1742      | Russia Igor Kolesov Dimitri Lykin Maxim Stepanov    | 1739      |
| Misto 50m           | Łukasz Czapla                                                     | 395       | Peter Pelach                                                     | 393       | Bedřich Jonáš                                       | 391       |
| Misto 50m a squadre | Ucraina Vladyslav Prianishnikov Alexander Zinenko Oleksandr Ulvak | 1165      | Russia Igor Kolesov Dimitri Lykin Alexander Blinov               | 1165      | Svezia Emil Andersson Sami Pesonen Niklas Bergström | 1164      |

#### Fossa olimpica
| Evento      | Oro                                             | Oro       | Argento                                                | Argento   | Bronzo                                               | Bronzo    |
| Evento      | Atleta                                          | Risultato | Atleta                                                 | Risultato | Atleta                                               | Risultato |
| Individuale | Manavjit Singh Sandhu                           | 143       | Erminio Frasca                                         | 142 (+4)  | Bret Erickson                                        | 142 (+3)  |
| A squadre   | Russia Pavel Gurkin Alexey Alipov Maxim Kosarev | 362       | India Manavjit Singh Sandhu Mansher Singh Anwer Sultan | 360       | Stati Uniti Bret Erickson Matthew Wallace Lance Bade | 359       |

#### Doubletrap
| Evento      | Oro                                                 | Oro       | Argento                            | Argento   | Bronzo                                          | Bronzo    |
| Evento      | Atleta                                              | Risultato | Atleta                             | Risultato | Atleta                                          | Risultato |
| Individuale | Vitali Fokeyev                                      | 190       | Hu Binyuan                         | 189       | Roland Gerebics                                 | 187       |
| A squadre   | Stati Uniti Joshua Richmond Glenn Eller Bill Keever | 414       | Cina Hu Binyuan Wang Nan Pan Qiang | 414       | Russia Vitaly Fokeev Boris Morozov Vasily Mosin | 403       |

#### Skeet
| Evento      | Oro                                               | Oro       | Argento                                       | Argento   | Bronzo                                           | Bronzo    |
| Evento      | Atleta                                            | Risultato | Atleta                                        | Risultato | Atleta                                           | Risultato |
| Individuale | Andrei Inešin                                     | 148       | Valeri Shomin                                 | 147 (+8)  | Tore Brovold                                     | 147 (+7)  |
| A squadre   | Italia Valerio Luchini Ennio Falco Andrea Benelli | 365 (RM)  | Rep. Ceca Jan Sychra Ales Hutar Leos Hlavacek | 361       | Norvegia Tore Brovold Erik Watndal Harald Jensen | 360       |

### Donne

#### Carabina
| Evento                     | Oro                                                            | Oro       | Argento                                                    | Argento   | Bronzo                                                      | Bronzo    |
| Evento                     | Atleta                                                         | Risultato | Atleta                                                     | Risultato | Atleta                                                      | Risultato |
| 50m 3 posizioni            | Ljubov' Galkina                                                | 684,3     | Sylwia Bogacka                                             | 683,8     | Sonja Pfeilschifter                                         | 683,4     |
| 50m 3 posizioni a squadre  | Russia Ljubov' Galkina Tat'jana Goldobina Alena Nizkoshapskaia | 1739      | Germania Petra Horneber Sonja Pfeilschifter Claudia Keck   | 1738      | Cina Liu Bo Wu Liuxi Tang Jieyi                             | 1734      |
| 50m a terra                | Olga Dovgun                                                    | 597       | Hanne Skarpodde                                            | 596       | Varvara Kovalenko                                           | 594       |
| 50m a terra a squadre      | Germania Dorothee Bauer Sonja Pfeilschifter Claudia Keck       | 1766      | Kazakistan Galina Korchma Olga Dovgun Varvara Kovalenko    | 1761      | Ucraina Natalia Kalnysh Olena Davydova Lessia Leskiv        | 1761      |
| 300m 3 posizioni           | Charlotte Jakobsen                                             | 588 (RM)  | Tatsiana Kasiantsova                                       | 580       | Isabelle Grigorian                                          | 578       |
| 300m 3 posizioni a squadre | Francia Isabelle Grigorian Christine Chuard Solveig Bibard     | 1723      | Svizzera Andrea Bruehlmann Oriana Scheuss Tanja Ruetti     | 1717      | Danimarca Charlotte Jakobsen Karin Hansen Pernille Pedersen | 1713      |
| 300m a terra               | Solveig Bibard                                                 | 595       | Marina Giannini                                            | 594       | Charlotte Jakobsen                                          | 593       |
| 300m a terra a squadre     | Stati Uniti Nicole Allaire Janet Raab Reya Kempley             | 1776      | Francia Isabelle Grigorian Christine Chuard Solveig Bibard | 1773      | Danimarca Charlotte Jakobsen Karin Hansen Pernille Pedersen | 1757      |

#### Carabina ad aria
| Evento        | Oro                                                        | Oro       | Argento                           | Argento   | Bronzo                                                   | Bronzo    |
| Evento        | Atleta                                                     | Risultato | Atleta                            | Risultato | Atleta                                                   | Risultato |
| 10m           | Du Li                                                      | 502,1     | Kateřina Kůrková                  | 501,8     | Olga Dovgun                                              | 500,9     |
| 10m a squadre | Germania Barbara Lechner Sonja Pfeilschifter Sylvia Aumann | 1192      | Cina Du Li Zhao Yinghui Tng Jieyi | 1190      | Russia Ljubov' Galkina Tat'jana Goldobina Marina Bobkova | 1187      |

#### Pistola sportiva
| Evento        | Oro                                  | Oro       | Argento                                                            | Argento   | Bronzo                                                             | Bronzo    |
| Evento        | Atleta                               | Risultato | Atleta                                                             | Risultato | Atleta                                                             | Risultato |
| 25m           | Chen Ying                            | 792,8     | Fen Fengji                                                         | 790,4     | Gundegmaa Otriad                                                   | 785,2     |
| 25m a squadre | Cina Chen Ying Fen Fengji Li Duihong | 1740      | Bielorussia Liudmila Chabatar Zhanna Shapialevich Yauheniya Haluza | 1735      | Germania Munkhbayar Dorjsuren Stefanie Thurmann Claudia Verdicchio | 1730      |

#### Pistola ad aria
| Evento        | Oro                              | Oro       | Argento                                                        | Argento   | Bronzo                                                      | Bronzo    |
| Evento        | Atleta                           | Risultato | Atleta                                                         | Risultato | Atleta                                                      | Risultato |
| 10m           | Natal'ja Paderina                | 486,9     | Hu Jun                                                         | 485,2     | Viktoria Chaika                                             | 485,1     |
| 10m a squadre | Cina Hu Jun Chen Ying Fen Fengji | 1154      | Bielorussia Liudmila Chabatar Viktoria Chaika Yauheniya Haluza | 1140      | Russia Natal'ja Paderina Olga Kousnetsova Svetlana Smirnova | 1138      |

#### Bersaglio mobile
| Evento              | Oro                                                           | Oro       | Argento                                                       | Argento   | Bronzo                                           | Bronzo    |
| Evento              | Atleta                                                        | Risultato | Atleta                                                        | Risultato | Atleta                                           | Risultato |
| 10m                 | Audrey Corenflos                                              | 385       | Sun Aiwen                                                     | 382       | Viktoria Zabolotna                               | 380       |
| 10m a squadre       | Cina Xu Xuan Wang Qijue Sun Aiwen                             | 1135      | Ucraina Galina Avramenko Viktoria Zabolotna Kateryna Samohina | 1115      | Russia Irina Izmalkova Anna Ilina Julia Eydenzon | 1108      |
| Misto 10m           | Audrey Corenflos                                              | 385       | Galina Avramenko                                              | 383       | Sun Aiwen                                        | 381       |
| Misto 10m a squadre | Ucraina Galina Avramenko Viktoria Zabolotna Kateryna Samohina | 1131      | Cina Xu Xuan Wang Qijue Sun Aiwen                             | 1126      | Russia Irina Izmalkova Anna Ilina Julia Eydenzon | 1121      |

#### Fossa olimpica
| Evento      | Oro                        | Oro       | Argento                                                       | Argento   | Bronzo                                             | Bronzo    |
| Evento      | Atleta                     | Risultato | Atleta                                                        | Risultato | Atleta                                             | Risultato |
| Individuale | Susan Nattrass             | 90        | Chen Li                                                       | 89        | Hye Gyong Chae                                     | 88        |
| A squadre   | Cina Gao E Chen Li Zhu Mei | 201       | Gran Bretagna Lesley Goddard Charlotte Kerwood Shona Marshall | 201       | Russia Irina Laritcheva Elena Tkach Tatiana Barsuk | 196       |

#### Doubletrap
| Evento      | Oro            | Oro       | Argento    | Argento   | Bronzo    | Bronzo    |
| Evento      | Atleta         | Risultato | Atleta     | Risultato | Atleta    | Risultato |
| Individuale | Hye Kyoung Son | 106       | Li Yuxiang | 142       | Bo Na Lee | 142       |

#### Skeet
| Evento      | Oro                                               | Oro       | Argento                                                   | Argento   | Bronzo                                                | Bronzo    |
| Evento      | Atleta                                            | Risultato | Atleta                                                    | Risultato | Atleta                                                | Risultato |
| Individuale | Erdzhanik Avetisian                               | 95        | Chiara Cainero                                            | 94 (+4)   | Danka Barteková                                       | 94 (+3)   |
| A squadre   | Stati Uniti Connie Smotek Brandie Neal Haley Dunn | 211 (RM)  | Russia Olga Panarina Svetlana Demina Yerdgranik Avetisian | 209       | Italia Chiara Cainero Katiuscia Spada Cristina Vitali | 209       |

## Risultati juniores

### Uomini

#### Carabina
| Evento                    | Oro                                                         | Oro       | Argento                                                    | Argento   | Bronzo                                                     | Bronzo    |
| Evento                    | Atleta                                                      | Risultato | Atleta                                                     | Risultato | Atleta                                                     | Risultato |
| 50m 3 posizioni           | Cao Yifei                                                   | 1158      | Vaclav Haman                                               | 1156      | Daniel Brodmeier                                           | 1155      |
| 50m 3 posizioni a squadre | Cina Cao Yifei Liu Honglei Zhu Pengfei                      | 3451      | Germania Daniel Brodmeier Sebastian Hahn Matthias Müller   | 3435      | Stati Uniti Christopher Abalo Thomas Santelli Joseph Hall  | 3431      |
| 50m a terra               | Matthew Thomson                                             | 593       | Daniel Brodmeier                                           | 592       | Stefan Raser                                               | 592       |
| 50m a terra a squadre     | Gran Bretagna Matthew Thomson Richard Phillips Kenneth Parr | 1764      | Stati Uniti Jason Dardas Christopher Abalo Thomas Santelli | 1759      | Germania Daniel Brodmeier Sebastian Hahn Daniel Butterweck | 1759      |

#### Carabina ad aria
| Evento        | Oro                                    | Oro       | Argento                                                    | Argento   | Bronzo                                              | Bronzo    |
| Evento        | Atleta                                 | Risultato | Atleta                                                     | Risultato | Atleta                                              | Risultato |
| 10m           | Navanath Bhanud Faratade               | 596       | Petar Gorsa                                                | 595       | Cao Yifei                                           | 593       |
| 10m a squadre | Cina Cao Yifei Liu Honglei Zhu Pengfei | 1769      | Italia Niccolò Campriani Tommaso Leonardi Alessio Borrello | 1767      | Corea del Sud Yu Jaechul You Jaejin Chung Jae-Seung | 1766      |

#### Pistola
| Evento        | Oro                                                    | Oro       | Argento                                              | Argento   | Bronzo                                                      | Bronzo    |
| Evento        | Atleta                                                 | Risultato | Atleta                                               | Risultato | Atleta                                                      | Risultato |
| 25m           | Leonid Ekimov                                          | 580       | Thibaut Sauvage                                      | 580       | Ivan Stoukachev                                             | 576       |
| 25m a squadre | Russia Victor Baylagashev Leonid Ekimov Ivan Stukachev | 1721      | Francia Thibault Sauvage Fabrice Daumal Julien Valtz | 1715      | Corea del Sud Park Kyusang Kim Euijong Kim Daeyoong         | 1694      |
| 50m           | Pu Qifeng                                              | 560       | Ventsislav Savov                                     | 554       | Lee Daemyung                                                | 552       |
| 50m a squadre | Cina Pu Qifeng Mai Jiajie Yu Liang                     | 1641      | Corea del Sud Lee Daemyung Kim Euijong Gil Yang-Sup  | 1630      | Germania Florian Brunner Florian Schmidt Manuel Heilgemeier | 1629      |

#### Pistola a fuoco rapido
| Evento        | Oro                                               | Oro       | Argento                                                        | Argento   | Bronzo                                                 | Bronzo    |
| Evento        | Atleta                                            | Risultato | Atleta                                                         | Risultato | Atleta                                                 | Risultato |
| 25m           | Christian Reitz                                   | 575       | Philipp Wagenitz                                               | 575       | Dmitry Brayko                                          | 573       |
| 25m a squadre | Russia Dmitry Brayko Leonid Ekimov Ivan Stukachev | 1711      | Germania Philipp Wagenitz Christian Reitz Thorsten Fleischmann | 1708      | Francia François Duval Thibault Sauvage Fabrice Daumal | 1676      |

#### Pistola standard
| Evento        | Oro                                                | Oro       | Argento                                              | Argento   | Bronzo                                                                    | Bronzo    |
| Evento        | Atleta                                             | Risultato | Atleta                                               | Risultato | Atleta                                                                    | Risultato |
| 25m           | Park Kyusang                                       | 559       | Leonid Ekimov                                        | 558       | Thibaut Sauvage                                                           | 557       |
| 25m a squadre | Russia Dmitri Stafura Leonid Ekimov Ivan Stukachev | 1651      | Francia Thibault Sauvage Fabrice Daumal Julien Valtz | 1645      | Thailandia Pongpol Kulchairattana Ronnakorn Ruengpanyawut Prakarn Karndee | 1588      |

#### Pistola ad aria
| Evento        | Oro                                | Oro       | Argento                                                     | Argento   | Bronzo                                        | Bronzo    |
| Evento        | Atleta                             | Risultato | Atleta                                                      | Risultato | Atleta                                        | Risultato |
| 10m           | Pu Qifeng                          | 580       | Lee Daemyung                                                | 578       | Mai Jiajie                                    | 578       |
| 10m a squadre | Cina Pu Qifeng Mai Jiajie Yu Liang | 1726      | Russia Denis Koulakov Sergey Chervyakovskiy Vasily Levichev | 1717      | India Amanpreet Singh Bapu Vanjare Zakir Khan | 1716      |

#### Bersaglio mobile
| Evento              | Oro                                                         | Oro       | Argento                                                     | Argento   | Bronzo                                                     | Bronzo    |
| Evento              | Atleta                                                      | Risultato | Atleta                                                      | Risultato | Atleta                                                     | Risultato |
| 10m                 | Dmitry Romanov                                              | 573       | Pak Myong Won                                               | 572       | Tomas Caknakis                                             | 569       |
| 10m a squadre       | Russia Dmitry Romanov Andrey Sukhovetchenko Roman Marchenko | 1686      | Rep. Ceca Tomas Caknakis Josef Nikl Frantisek Losos         | 1683      | Corea del Nord Jo Yong-Chol Pak Myong-Won Sim Chong-Rim    | 1681      |
| Misto 10m           | Dmitry Romanov                                              | 386       | Roman Marchenko                                             | 383       | Pak Myong Won                                              | 381       |
| Misto 10m a squadre | Russia Dmitry Romanov Andrey Sukhovetchenko Roman Marchenko | 1134      | Corea del Nord Jo Yong-Chol Pak Myong-Won Sim Chong-Rim     | 1114      | Rep. Ceca Tomas Caknakis Josef Nikl Frantisek Losos        | 1111      |
| 50m                 | Tomas Caknakis                                              | 590       | Dmitry Romanov                                              | 588       | Norbert Kocsis                                             | 587       |
| 50m a squadre       | Russia Dmitry Romanov Andrey Sukhovetchenko Roman Marchenko | 1744      | Corea del Nord Jo Yong-Chol Pak Myong-Won Sim Chong-Rim     | 1740      | Rep. Ceca Tomas Caknakis Josef Nikl Frantisek Losos        | 1717      |
| Misto 50m           | Jo Yong Chol                                                | 392       | Tomas Caknakis                                              | 390       | Dmitry Romanov                                             | 388       |
| Misto 50m a squadre | Corea del Nord Jo Yong-Chol Pak Myong-Won Sim Chong-Rim     | 1156      | Russia Dmitry Romanov Andrey Sukhovetchenko Roman Marchenko | 1151      | Polonia Lukacs Pawelus Ryszard Marek Jodajtis Michal Pasek | 1150      |

#### Fossa olimpica
| Evento      | Oro                                                  | Oro       | Argento                                            | Argento   | Bronzo                                         | Bronzo    |
| Evento      | Atleta                                               | Risultato | Atleta                                             | Risultato | Atleta                                         | Risultato |
| Individuale | Abdulrahm Alfaihan                                   | 117       | Carl Exton                                         | 117       | Daniele Resca                                  | 116       |
| A squadre   | Italia Daniele Resca Jacopo Cipriani Andrea Schenato | 344       | Spagna Carlos Rubio Alberto Caballero Paco Machado | 341       | Slovacchia Boris Stanko Julius Vass Marek Ryba | 339       |

#### Doubletrap
| Evento      | Oro                                                             | Oro       | Argento                                                  | Argento   | Bronzo                                                 | Bronzo    |
| Evento      | Atleta                                                          | Risultato | Atleta                                                   | Risultato | Atleta                                                 | Risultato |
| Individuale | Mikhail Leybo                                                   | 131       | Simone Camerini                                          | 129       | Ahmad Dhadi                                            | 129       |
| A squadre   | Russia Mikhail Leybo Alexander Furasyev Vladimir Miroshnichenko | 384       | Italia Simone Camerini Antonino Barillà Ferdinando Rossi | 382       | Stati Uniti Gregory Patton Bryce Gearhart John Mullins | 365       |

#### Skeet
| Evento      | Oro                                                 | Oro       | Argento                                               | Argento   | Bronzo                                                      | Bronzo    |
| Evento      | Atleta                                              | Risultato | Atleta                                                | Risultato | Atleta                                                      | Risultato |
| Individuale | Lawrence Collier                                    | 121       | Wesley Wise                                           | 120       | Jesse Louhelainen                                           | 119       |
| A squadre   | Stati Uniti Wesley Wise Troy Kensinger Jesse Musser | 348       | Italia Mattia Bianchi Manuel Polidori Giancarlo Tazza | 346       | Francia Eric Delaunay Florian Latour Christophe Montalescot | 344       |

### Donne

#### Carabina
| Evento                    | Oro                                                       | Oro       | Argento                                                | Argento   | Bronzo                                                                | Bronzo    |
| Evento                    | Atleta                                                    | Risultato | Atleta                                                 | Risultato | Atleta                                                                | Risultato |
| 50m 3 posizioni           | Zhang Yi                                                  | 582       | Kristina Vestveit                                      | 582       | Ratchadaporn Plangsangthong                                           | 580       |
| 50m 3 posizioni a squadre | Cina Zhang Yi Li Peijing Chen Jian                        | 1729      | Germania Yvonne Jaekel Julia Palm Nicole Stenzenberger | 1725      | Serbia e Montenegro Jelena Zivkovic Andrea Arsovic Ivana Scepinski    | 1714      |
| 50m a terra               | Valentina Protasova                                       | 592       | Daria Vdovina                                          | 589       | Danielle Roth                                                         | 589       |
| 50m a terra a squadre     | Russia Valentina Protasova Daria Vdovina Olesya Dovzhenko | 1764      | Israele Danielle Roth Chen Tal Anat Tzur               | 1752      | Norvegia Kristina Vestveit Anne Marit Nordlokken Ann Cathrine Sverkmo | 1750      |

#### Carabina ad aria
| Evento        | Oro                                  | Oro       | Argento                                            | Argento   | Bronzo                                             | Bronzo    |
| Evento        | Atleta                               | Risultato | Atleta                                             | Risultato | Atleta                                             | Risultato |
| 10m           | Zhang Yi                             | 399       | Lee Sena                                           | 397       | Yuriko Kaizuka                                     | 396       |
| 10m a squadre | Cina Zhang Yi Chen Jian Yang Xiaolei | 1183      | Corea del Sud Lee Sena Park Jeongye Jeong Gyungsuk | 1179      | Germania Michelle Horst Sabrina Baer Yvonne Jaekel | 1178      |

#### Pistola
| Evento        | Oro                      | Oro       | Argento                                                      | Argento   | Bronzo                                                | Bronzo    |
| Evento        | Atleta                   | Risultato | Atleta                                                       | Risultato | Atleta                                                | Risultato |
| 25m           | Zorana Arunović          | 577       | Yu Lu                                                        | 576       | Alena Suslonova                                       | 575       |
| 25m a squadre | Cina Yu Lu Li Jie Sun Qi | 1715      | Bulgaria Monika Kostova Antoaneta Boneva Stefaniya Naydenova | 1710      | Russia Alena Suslonova Anna Mastyanina Irina Chernova | 1708      |

#### Pistola ad aria
| Evento        | Oro                           | Oro       | Argento                                                 | Argento   | Bronzo                                                           | Bronzo    |
| Evento        | Atleta                        | Risultato | Atleta                                                  | Risultato | Atleta                                                           | Risultato |
| 10m           | Brankica Zaric                | 384       | Liu Weiwei                                              | 384       | Harveen Srao                                                     | 382       |
| 10m a squadre | Cina Liu Weiwei Li Jie Sun Qi | 1139      | Corea del Sud Oh Min-Kyung Ahn Soo-Kyeong Kwak Jung-Hye | 1132      | Serbia e Montenegro Brankica Zaric Zorana Arunović Jasmina Grgic | 1130      |

#### Bersaglio mobile
| Evento              | Oro                                                 | Oro       | Argento                                             | Argento   | Bronzo                                                            | Bronzo    |
| Evento              | Atleta                                              | Risultato | Atleta                                              | Risultato | Atleta                                                            | Risultato |
| 10m                 | Anne Weigel                                         | 382       | Bianka Keczeli                                      | 376       | Tetyana Yevseyenko                                                | 371       |
| 10m a squadre       | Germania Anne Weigel Christine Dossler Elena Neff   | 1116      | Russia Oksana Danilenko Olga Stepanova Marina Gulak | 1096      | Ucraina Tetyana Yevseyenko Anastasiya Savelyeva Liudmyla Vasylyuk | 1060      |
| Misto 10m           | Bianka Keczeli                                      | 371       | Oksana Danilenko                                    | 370       | Olga Stepanova                                                    | 370       |
| Misto 10m a squadre | Russia Oksana Danilenko Olga Stepanova Marina Gulak | 1105      | Germania Anne Weigel Christine Dossler Elena Neff   | 1074      | Ucraina Tetyana Yevseyenko Anastasiya Savelyeva Liudmyla Vasylyuk | 1071      |

#### Fossa olimpica
| Evento      | Oro     | Oro       | Argento        | Argento   | Bronzo        | Bronzo    |
| Evento      | Atleta  | Risultato | Atleta         | Risultato | Atleta        | Risultato |
| Individuale | Qin Wen | 68        | Tatiana Barsuk | 67        | Marina Sauzet | 64        |

#### Skeet
| Evento      | Oro          | Oro       | Argento          | Argento   | Bronzo            | Bronzo    |
| Evento      | Atleta       | Risultato | Atleta           | Risultato | Atleta            | Risultato |
| Individuale | Emily Blount | 71        | Albina Shakirova | 68        | Angelina Mishchuk | 67        |

## Medagliere
Nazione ospitante
| Posiz. | Nazione             | Oro | Argento | Bronzo | Totale |
| ------ | ------------------- | --- | ------- | ------ | ------ |
| 1      | Cina                | 18  | 12      | 5      | 35     |
| 2      | Russia              | 10  | 10      | 10     | 30     |
| 3      | Francia             | 4   | 1       | 2      | 7      |
| 4      | Stati Uniti         | 4   | 0       | 4      | 8      |
| 5      | Norvegia            | 3   | 3       | 3      | 9      |
| 6      | Polonia             | 3   | 1       | 0      | 4      |
| 7      | Ucraina             | 2   | 4       | 3      | 9      |
| 8      | Rep. Ceca           | 2   | 3       | 2      | 7      |
| 9      | Bielorussia         | 2   | 3       | 1      | 6      |
| 10     | Germania            | 2   | 1       | 2      | 5      |
| 11     | India               | 2   | 1       | 0      | 3      |
| 12     | Italia              | 1   | 4       | 4      | 9      |
| 13     | Austria             | 1   | 3       | 2      | 6      |
| 14     | Kazakistan          | 1   | 1       | 2      | 4      |
| 15     | Corea del Sud       | 1   | 1       | 1      | 3      |
| 16     | Danimarca           | 1   | 0       | 3      | 4      |
| 17     | Canada              | 1   | 0       | 0      | 1      |
| 17     | Estonia             | 1   | 0       | 0      | 1      |
| 19     | Svezia              | 0   | 3       | 4      | 7      |
| 20     | Corea del Nord      | 0   | 1       | 2      | 3      |
| 20     | Ungheria            | 0   | 1       | 2      | 3      |
| 20     | Slovacchia          | 0   | 1       | 2      | 3      |
| 23     | Svizzera            | 0   | 1       | 1      | 2      |
| 23     | Thailandia          | 0   | 1       | 1      | 2      |
| 25     | Gran Bretagna       | 0   | 1       | 0      | 1      |
| 25     | Romania             | 0   | 1       | 0      | 1      |
| 25     | Serbia e Montenegro | 0   | 1       | 0      | 1      |
| 28     | Australia           | 0   | 0       | 1      | 1      |
| 28     | Slovenia            | 0   | 0       | 1      | 1      |
| 28     | Mongolia            | 0   | 0       | 1      | 1      |

## Medagliere juniores
Nazione ospitante
| Posiz. | Nazione             | Oro | Argento | Bronzo | Totale |
| ------ | ------------------- | --- | ------- | ------ | ------ |
| 1      | Russia              | 14  | 9       | 6      | 29     |
| 2      | Cina                | 14  | 2       | 3      | 19     |
| 3      | Germania            | 3   | 6       | 4      | 13     |
| 4      | Gran Bretagna       | 3   | 1       | 0      | 4      |
| 5      | Corea del Nord      | 2   | 3       | 2      | 7      |
| 6      | Stati Uniti         | 2   | 2       | 2      | 6      |
| 7      | Serbia e Montenegro | 2   | 0       | 2      | 4      |
| 8      | Corea del Sud       | 1   | 5       | 3      | 9      |
| 9      | Italia              | 1   | 4       | 1      | 6      |
| 10     | Rep. Ceca           | 1   | 3       | 3      | 7      |
| 11     | Ungheria            | 1   | 1       | 1      | 3      |
| 12     | India               | 1   | 0       | 2      | 3      |
| 13     | Kuwait              | 1   | 0       | 0      | 1      |
| 14     | Francia             | 0   | 4       | 3      | 7      |
| 15     | Bulgaria            | 0   | 2       | 0      | 2      |
| 16     | Norvegia            | 0   | 1       | 1      | 2      |
| 16     | Israele             | 0   | 1       | 1      | 2      |
| 18     | Spagna              | 0   | 1       | 0      | 1      |
| 18     | Croazia             | 0   | 1       | 0      | 1      |
| 20     | Ucraina             | 0   | 0       | 3      | 3      |
| 21     | Thailandia          | 0   | 0       | 2      | 2      |
| 22     | Polonia             | 0   | 0       | 1      | 1      |
| 22     | Austria             | 0   | 0       | 1      | 1      |
| 22     | Slovacchia          | 0   | 0       | 1      | 1      |
| 22     | Australia           | 0   | 0       | 1      | 1      |
| 22     | Finlandia           | 0   | 0       | 1      | 1      |
| 22     | Giappone            | 0   | 0       | 1      | 1      |
| 22     | Emirati Arabi Uniti | 0   | 0       | 1      | 1      |